# I Am Chipmunk
I Am Chipmunk ist das Debütstudioalbum des britischen Grime- und R&B-Musikers Chipmunk. Es wurde erstmals am 9. Oktober 2009 bei iTunes veröffentlicht. Das Album hat eine Gesamtlänge von 47 Minuten und wurde beim Label Columbia Records veröffentlicht. Die CD wurde drei Tage später, am 12. Oktober 2009, veröffentlicht. Die Platinum Edition des Albums wurde am 26. April 2010 als Download und die CD am 3. Mai 2010 veröffentlicht.

## Stil des Albums
Der Stil des gesamten Albums wurde verschieden beschrieben. Allmusic beispielsweise beschrieb es mit Rap und Pop/Rock, Alex Fletcher von Digital Spy beschrieb es als „celebratory pop and strutting, commercial hip-hop“ und Caroline Sullivan von The Guardian bezeichnete die Songs aus dem Album als „skittering, rapid-fire pop songs, leaving little room for anything hardcore.“

## Titelliste
1. Saviour – 4:04
2. Chip Diddy Chip – 3:30
3. Oopsy Daisy – 3:37
4. Man Dem (feat. Tinchy Stryder) – 3:12
5. Diamond Rings (feat. Emeli Sandé) – 3:04
6. Lose My Life (feat. N-Dubz) – 3:15
7. I Am (Interval) – 3:04
8. Dear Family – 4:04
9. Beast (feat. Loick Essien) – 3:54
10. Look for Me (feat. Talay Riley) – 3:25
11. Role Model – 3:57
12. Sometimes – 3:06
13. Business (feat. Young Spray) – 4:50

Zusätzlich auf der Platinum Edition
1. Until You Were Gone (feat. Esmée Denters) – 3:30
2. Uh Ay – 2:35
3. Superstar – 3:38
4. History (feat. Wretch 32) – 3:13

## Kritiken
Das Album bekam überwiegend positive Kritik. Jon O’Brien von Allmusic meinte beispielsweise zum Album: „[…]But while it may not be the most authentic and uncompromising example of the grime genre, it’s an impressively confident debut album that promises -- at the very least -- a fruitful pop career ahead“ und gab dem Album 3,5 von fünf möglichen Sternen.

## Chartplatzierungen
Das Album konnte die irischen Charts, die britischen Charts und die UK R&B Charts erreichen. Während man in Irland nur auf Platz 49 kommen konnte, wurde in Großbritannien Platz zwei die höchste Chartplatzierung, während man in den UK R&B Charts sogar an Platz eins vorstoßen konnte. In den offiziellen Top 75 blieb das Album insgesamt 23 Wochen.
| ChartsChartplatzierungen     | Höchstplatzierung | Wochen |
| ---------------------------- | ----------------- | ------ |
| Vereinigtes Königreich (OCC) | 2 (23 Wo.)        | 23     |